# Татњефт арена
Татнефт арена (рус. Татнефть-Арена), вишенаменска је арена у Казању, Русија. Отворена је 2005. године и има капацитет за око 8.774 људи. Пре свега се користи за утакмице хокеја на леду и домаћи је терен локалном тиму ХК Ак Барс, који се такмичи у Континенталној хокејашкој лиги.